# Ласло Тороцкаи
Ласло Тороцкаи (мађ. László Toroczkai; Сегедин, 10. марта 1978) јесте мађарски политичар и новинар. Бивши је градоначелник Ашотхалома и председник странке Покрет Наша домовина, оснивач Омладинског покрета "64 жупаније" - ХВИМ (2001) и покрета "Хунија" (2007).
Био је главни уредник и издавач листа Мађар Јелен (Мађарска садашњост) у периоду од 2003 — 2013 године. Године 2005. објављена је његова књига животне инспирације под насловом "ХВИМ-овац на крвавом путу". Почетком 2015. Тороцкаи је био идејни творац и први заговорник ограде која би се изградила на јужној граници Мађарске с циљем спречавања масовног уласка нелегалних миграната у државу.

## Биографија
Од 1998. године Тороцкаи је био члан Мађарске странке права и живота (МИЕП), исте године изабран је за парламентарног посланика странке. Између 1998. и 2001. био је дописник парламентарног клуба странке. 1998. и 1999. године извештавао је о рату на Косову и о Војводини у време НАТО бомбардовања. 2001. године напустио је МИЕП.
Између 2001. и 2013. године обављао је дужност лидера Омладинског покрета „64 жупаније“, организације којој је циљ био да окупља младе из целе Панонске низије. Када је 2013. године био изабран за начелника села Ашотхалом, одступио је са функције вође ХВИМ-а.
Дана 18. септембра 2006. Тороцкаи је водио људе на опсаду и освајање зграде мађарске државне телевизије. Од 2006. и 2010, у време левичарско - либералне владе Ференца Ђурчањија, Тороцкај је играо главну улогу на протестима опозиције и у сукобима с полицијом.
Због политичких разлога Тороцкаи је био забрањен улазак у Словачку у периоду од 2006. до 2011, у Румунију на 3 месеца током 2005 године. те у Србију у периоду од 2004 — 2005 и од 2008 — 2010 године.
Од 2010. године посланик је жупанијског већа Чонградске жупаније, и водио је жупанијски изборни лист Јобика на изборима 2010. и 2014, иако није био члан странке.
Године 2013. као независни кандидат изабран је за градоначелника Ашотхалома са 71,5% гласова. 2014. године поновно је изабран са 100% гласова.
Избачен је из Јобика 2018. године и након тога је основао своју политичку странку Покрет наша отаџбина. На парламентарним изборима 2022. године странка је освојила 7 мандата.